# Chopda
Chopda (Hindi und Marathi चोपडा) ist eine Stadt im indischen Bundesstaat Maharashtra. Die Stadt liegt am Ufer des Flusses Ratnavati.
Die Stadt ist Teil des Distrikts Jalgaon. Chopda hat den Status eines Municipal Council. Die Stadt ist in 27 Wards gegliedert. Sie hatte am Stichtag der Volkszählung 2011 72.783 Einwohner, von denen 37.601 Männer und 35.182 Frauen waren. Hindus bilden mit einem Anteil von über 66 % die Mehrheit der Bevölkerung in der Stadt. Die Alphabetisierungsrate lag 2011 bei 83,6 % und damit deutlich über dem nationalen Durchschnitt.
Chopda ist landwirtschaftlich geprägt. Produziert werden Zuckerrohr, Baumwolle, Bananen, Hülsenfrüchte und Geflügel. Chopda beherbergt auch mehrere Industrieprojekte, darunter eine Zuckerfabrik und mehrere Textilfabriken.